# Табаченко Юрій Анатолійович
Юрій Анатолійович Табаче́нко (нар.2 травня 1985, м. Київ) — український журналіст, радіоведучий, політичний оглядач та медіаменеджер. Керівник Першого каналу Українського радіо.

## Життєпис
Юрій Табаченко народився 2 травня 1985 року в Києві. Закінчив Інститут журналістики Київського національного університету імені Тараса Шевченка (магістр).
З 2003 року — на Українському радіо.
2003—2004 — редактор відділу реклами і маркетингу Національної Радіокомпанії України.
2004—2005 — ведучий, шеф-редактор програми «Новобудова» продюсерсько-рекламної фірми «Медіа-люкс» (виходила в ефір на «5 каналі»).
2006—2010 — ведучий програм радіо «Промінь».
2009—2010 — ведучий суспільно-політичних, економічних програм, а також ток-шоу «Коло запитань» на радіо «Ера ФМ».
2010—2016 — ведучий, політичний оглядач Першого каналу Українського радіо.
2011—2017 — керівник проекту «Соціальний статус» на телеканалі «Тоніс».
2016—2017 — заступник директора Донецької регіональної дирекції Національної суспільної телерадіокомпанії України з питань радіомовлення.
З 2017 — виконавчий продюсер Першого каналу Українського радіо у складі Національної суспільної телерадіокомпанії України.

## Творчість

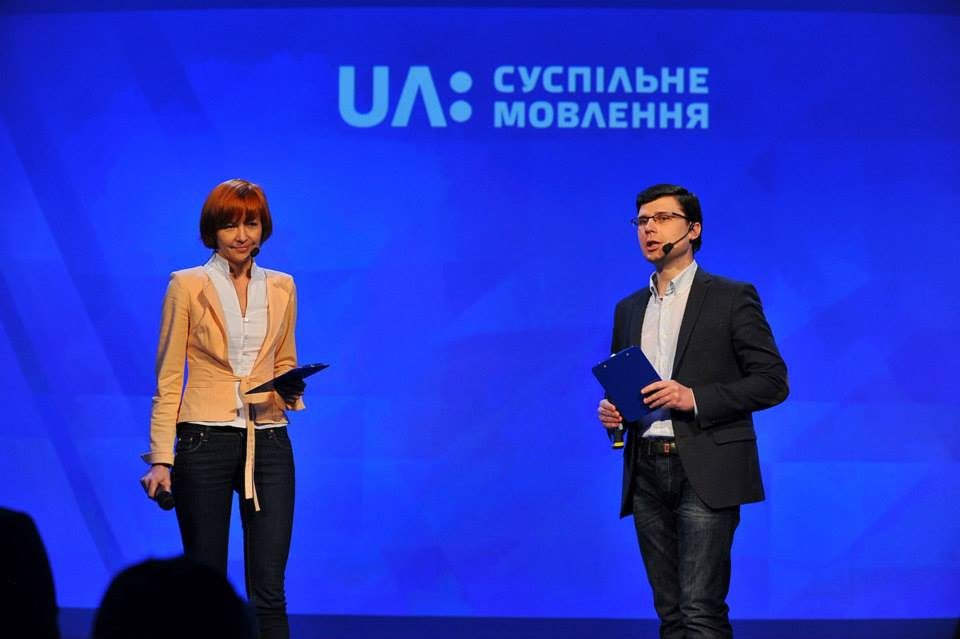
Юрій Табаченко разом з Аліною Акуленко представляють радіоплатформу на презентації суспільного мовлення 7 квітня 2015 року у Мистецькому Арсеналі

Юрій Табаченко — політичний оглядач та ведучий суспільно-політичних програм на радіо. Протягом 6 років був ведучим щоденної підсумкової аналітичної програми «Порядок денний» на Першому каналі Українського радіо.
Співведучий 10-годинного радіомарафону до 20-річчя Незалежності України.
У квітні 2015 року представляв радіоплатформу на презентації суспільного мовлення в Україні.
2016 року взяв активну участь у відновленні донецького обласного радіо під брендом «Голос Донбасу». В умовах відсутності техніки, яка була захоплена проросійськими бойовиками, та браку кадрів, оновлена радіостанція запрацювала протягом двох тижнів.
2017 року після перетворення Національної радіокомпанії України у суспільного мовника, Юрій Табаченко очолив Перший канал Українського радіо. У новому медійному сезоні 2017 року була запроваджена нова сітка мовлення, побудована за принципом провідних європейських суспільних радіостанцій. Контент оновився на 90 %. Формат каналу був приведений у відповідність до Закону «Про суспільне телебачення і радіомовлення України» і поповнився новими програмами на суспільно-політичну, економічну, соціальну тематику. В ефірі з'явилося кілька антикорупційних проектів. Оновився творчий склад Першого каналу, до нього приєдналися нові відомі ведучі. Юрій Табаченко став також одним із ведучих підсумкового суспільно-політичного шоу «Сьогодні. Ввечері» на Українському радіо.

## Цікаві факти
Голосом Юрія Табаченка озвучені оголошення у громадському транспорті Краматорська.

## Особисте життя
Одружений, має трьох синів. Дружина — Наталя Кушнір, журналіст.